# Diogo José Gonçalves da Silva
Diogo José Gonçalves da Silva, meglio noto come Diogo Silva (Cuiabá, 8 luglio 1986), è un calciatore brasiliano, portiere del Ponte Preta.

## Carriera
Ha giocato nella prima divisione brasiliana.

## Palmarès

### Club

#### Competizioni nazionali
- Coppa del Brasile: 1

Vasco da Gama: 2011